# Герб Тюменской области
Герб Тюменской области — является символом Тюменской области Российской Федерации. Принят на сессии Тюменской Областной думы 24 октября 2008 года. Зарегистрирован за № 4306 в Государственном геральдическом регистре Российской Федерации.

## Описание и обоснование символики
Полный герб Тюменской области имеет следующее геральдическое описание (блазон):
В дважды пересечённом серебряном, лазоревом и зелёном поле, в серебре — три лазоревые короны особого вида (о четырёх видимых зубцах, из которых два средние раздвоены; все концы зубцов скруглены), одна подле другой; поверх второго деления — безант-шар (диск), в лазури — золотой, сияющий и пламенеющий, в зелени — лазоревый, обременённый семью чёрными столбами и тонко окаймлённый золотом.

Щит увенчан золотой императорской короной. Щитодержатели: черные соболя, каждый с золотой мордой, горлом и грудью и с червлёным языком; в подножии — две противообращённые золотые стрелы. Девиз «СИБИРЬЮ ПРИРАСТАТЬ БУДЕТ» начертан золотыми литерами на лазоревой с чёрным подбоем ленте.
Малый герб Тюменской области имеет следующее геральдическое описание:
В дважды пересечённом серебряном, лазоревом и зелёном поле, в серебре — три лазоревые короны особого вида (о четырёх видимых зубцах, из которых два средние раздвоены; все концы зубцов скруглены), одна подле другой; поверх второго деления — безант-шар (диск), в лазури — золотой сияющий и пламенеющий, в зелени — лазоревый, обременённый семью черными столбами и тонко окаймлённый золотом.

Щит увенчан золотой императорской короной.

## История

### Вариант 1995 года
В 1994 году Тюменской Областной думой было принято несколько постановлений, направленных на организацию конкурса по разработке официальных символов области. Так решением областной Думы 5 мая 1994 года был объявлен конкурс на разработку проектов флага и герба области. Призовой фонд был определён в размере 3 млн. рублей. В конкурсе победил проект авторского коллектива Тобольского государственного историко-архитектурного музея-заповедника (А. В. Нескоров, С. А. Здановский и Б. А. Трегубов). 11 мая  1995 года герб был утверждён специальным Законом Тюменской области («О гербе и флаге Тюменской области»). Закон был подписан 24 мая 1995 года главой администрации области Леонидом Рокецким. Однако до 2008 года старая версия герба так и не была зарегистрирована в государственном геральдическом регистре. Ниже приведено описание герба согласно Закону от 11.05.1995 года:
Герб Тюменской области представляет собой композицию на серебряном геральдическом щите, состоящую из элементов:
- Абрис (контур) Тюменской области, расцвеченный белой, синей и зелёной полосами, в центре круг, разделённый на верхнюю и нижнюю части в соотношении 1:2. а) верхняя: золотое полукружье восходящего солнца с золотыми лучами; б) нижняя: полукружье, расцвеченное синими (широкими) и чёрными (узкими) вертикальными полосками;
- Над абрисом золотая корона, составленная из элементов традиционных орнаментов северных народов области;
- Снизу золотая лента с надписью чёрного цвета «Тюменская область»;
- По сторонам — фигурки стоящих соболей, поддерживающие абрис области и корону.

Абрис (контур) области отражает административно-территориальные, природно-географические особенности региона, вхождение в её состав Ханты-Мансийского и Ямало-Ненецкого автономных округов — самостоятельных субъектов Российской Федерации, вместе с тремя цветными горизонтальными полосами говорит о единстве традиционной территории, её сложившихся устойчивых границ. Круг в центре — символ гармонии. Восходящее солнце олицетворяет надежды на процветание людей и земли Тюменской, Югры и Ямала. Нижняя часть круга с синими и чёрными полосами напоминает о главных природных богатствах области — запасах нефти и газа, по добыче которых область занимает первое место в России. Золотая корона означает проявление высшей ценности человека — его талантов, способностей, творческих устремлений. Фигурки соболей — символы былого основного богатства Сибири.

### Приведение к нормам геральдики
Герб Тюменской области не был внесён в Государственный геральдический регистр из-за ряда нарушений геральдических правил — текст внутри щита, изображения контура территории, натуральные изображения соболей. Доработку герба в 2008 году выполнила Уральская геральдическая ассоциация. Рисунки выполнены А. Грефенштейном и М. Шелковенко. Была сохранена общая стилистика изначального герба, но приведена в соответствие правилам геральдикам. В первоначальном проекте диск солнца был сине-черным, но в итоге верхняя его часть стала золотой, а нижняя — сине-чёрной, как на гербе 1995 года. Добавлен также «малый герб», представляющий собой гербовый щит, увенчанный короной.
Новый герб был утвержден Постановлением Тюменской областной Думы от 24 октября 2008 года (№1005) и Законом Тюменской области № 57 от 25 октября 2008 года. Существует две версии герба, выполненных соответственно А. Грефенштейном и М. Шелковенко.